# Wallace Peters
Wallace Peters (* 1. April 1924 in London; † Dezember 2018) war ein britischer Mediziner (Parasitologie, Tropenmedizin), der bekannt ist für seine Forschungen über Malaria. Er trat auch als Schmetterlingsforscher hervor.

## Leben
Peters besuchte die Medical School des Bartholomew´s Hospital der Universität London. Danach war er als Arzt in West- und Ostafrika, unter anderem 1947 bis 1953 für das Royal Army Medical Corps (RAMC). 1953 bis 1955 war er für die WHO als Entomologe und Malaria-Spezialist in Liberia und Nepal und danach von 1956 bis 1961 in Papua-Neuguinea. 1961 bis 1966 forschte er bei CIBA in Basel. 1966 bis 1979 war er Professor für Parasitologie an der Liverpool School of Tropical Medicine (LSTM), wo er 1975 bis 1978 Dekan war (gefolgt von H. M. Gilles). Von 1979 bis zu seiner Emeritierung 1989 war er Professor (Medical Protozoology) an der London School of Hygiene and Tropical Medicine (LSHTM).
Er war 1978 bis 1989 Berater für Parasitologie der Camden Area Health Authority, Berater der britischen Armee in Malaria-Fragen und ab 1967 in der Expertenkommission der WHO für Malaria. Ab 1999 war Peters Direktor des Centre for Tropical Antiprotozoal Chemotherapy am Northwick Park Institute of Medical Research. Er starb Ende Dezember 2018.

## Ehrungen
1983 erhielt Peters den König-Faisal-Preis für Medizin. 1987/88 war er Präsident der Royal Society of Tropical Medicine and Hygiene, deren Ehrenmitglied er war. Für seine Verdienste um die Malariaforschung erhielt er 1980 die Rudolf-Leuckart-Medaille der Deutschen Gesellschaft für Parasitologie. Die Joseph Augustin LePrince Medal der American Society of Tropical Medicine and Hygiene (ASTMH), deren Ehrenmitglied er war, wurde ihm 1994 verliehen. Peters war Ehrendoktor der Universität Descartes in Paris.

## Schriften
- Checklist of Ethiopian Butterflies, 1952.
- Chemotherapy and Drug Resistance in Malaria, Academic Press 1970, 2 Bände, 1987.
- mit Geoffrey Pasvol: Tropical medicine and parasitology, Mosby, 2001, 6. Auflage 2007.
- mit H. M. Gilles Atlas of tropical medicine and parasitology, 1977, 1995.
- als Mit-Herausgeber: Rodent Malaria, 1978.
- als Mit-Herausgeber: Pharmacology of Antimalarials, 2 Bände, 1984.
- als Mit-Herausgeber Leishmaniases in biology and medicine, 1987.
- Atlas of Arthropodes in clinical medicine, 1992.

## Quelle
- International Who’s Who, 63. Auflage, Europa Publications, 2000.